# 阿图罗·托斯卡尼尼

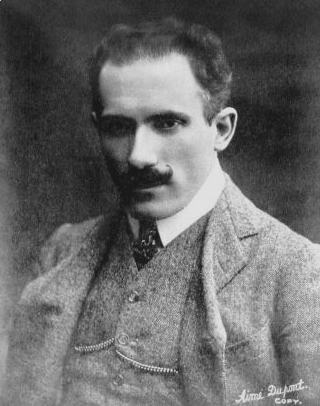
阿图罗·托斯卡尼尼，1908年

阿图罗·托斯卡尼尼（義大利語：Arturo Toscanini，義大利語發音：[arˈtuːro toskaˈniːni]，1867年3月25日—1957年1月16日），意大利指挥家。他是19世纪末和20世纪初最受赞誉和最有影响力的音乐家之一，以激情、完美主义、对管弦乐细节以及他的记忆力而闻名。托斯卡尼尼曾在不同时期担任米兰斯卡拉大剧院和纽约爱乐的音乐总监。在职业生涯的后期，他被任命为NBC交响乐团的第一任音乐总监，这使得他通过广播和电视以及许多歌剧和交响乐曲目的录音，成为一个家喻户晓（特别是在美国）的名字。

## 生平
托斯卡尼尼生於艾米利亞-羅馬涅帕爾馬，1876年入帕尔马音乐学院學習大提琴，期间获得了獎學金，还參加了當地歌劇團，成為一名樂師。在1886年一次偶然机会中，他临时代理指挥演出歌剧《阿依达》获得成功，展示了过目不忘的本领，从此专职指挥生涯，近七十年。
1898年被世界闻名的米兰斯卡拉剧院聘为首席指挥。
1928年侨居美国， 1936年自紐約愛樂樂團離任。他在自己的70歲生日宴上表示：「我已垂垂老矣，每多活一天，都像是來自天堂的禮物一般，而這是我根本無法想像，或者有所期待的。雖然我並沒有因病所苦，不過，（在座的各位）年滿70歲的時候，豈還安在？我嘗自問，還要繼續從事指揮嗎？」顯示在當時對於職業生涯的存續與否，本人亦有所遲疑。:51937年起，在大衛·沙諾夫牽線下，托斯卡尼尼接掌美国全国广播公司NBC交响乐团，透過廣播工作延續其音樂生涯，並成為一位家喻戶曉的音樂家。他和NBC的第一份合約，是在10週內完成10場廣播音樂會，托斯卡尼尼方面的報酬是40,000美元（未稅）。:6合約並且載明，托斯卡尼尼對於曲目、獨奏家等有絕對的決定權，他與樂團錄製了大量管弦樂及歌劇代表作，這些工作使他被視為20世紀偉大指揮家之一，世界十大指挥家之首，被尊為现实主义指挥学派的奠基人。
1957年1月16日，托斯卡尼尼逝世于美国纽约里沃代尔的家中，離滿90岁只差了三个月。

## 評價
托斯卡尼尼就如同當代的許多指揮同行般，其職業生涯以歌劇指揮立足，在劇院指揮是他的工作日常，早期的曲目也以歌劇作品佔絕大多數。為他所打造的NBC交響樂團，是托斯卡尼尼個人生涯的轉捩點，他和該團錄製了至少90首在米蘭、紐約等地從未接觸的作品，宣告自己的身分從一位樂池指揮「轉型」成為音樂會指揮。上述所提及的作品包括了海頓第98號交響曲，貝多芬的E♭大調七重奏以及《大廈慶典》（Die Weihe des Hauses）序曲，舒伯特第5號交響曲，孟德爾頌八重奏，凱魯比尼C小調安魂曲，以及西貝流士第2号交响曲等。:7
在托斯卡尼尼漫長的職業生涯中，偶有關於所選曲目偏向保守、「不夠現代」的批評。事實上，將其視為斯托科夫斯基（1882年生）、克伦佩勒（1885年生）、富特文格勒（1886年生）等的同代人，其實是一種誤解。以年代論，托斯卡尼尼（1867年生）與尼基施（1855年生）、馬勒（1860年生）還來得更加靠近一些，而此二人都曾與他在劇院共事。1896年托斯卡尼尼指揮勃拉姆斯《悲劇序曲》時，勃拉姆斯本人尚還在世，隔年他指揮柴可夫斯基《悲愴》交響曲演出，這首曲子也不過問世4年時間。包括瓦格納、威爾第、普契尼、穆索斯基、西貝流士、德布西和理查德·施特劳斯等作曲家的作品，也不乏由托斯卡尼尼指揮首演者。由此，托斯卡尼尼的曲目其實是相當前衛的，後人所謂的「古典」音樂，於托斯卡尼尼實則是當代音樂。
在BMG所出版的《阿圖羅·托斯卡尼尼錄音大全》當中，有評論者指出托斯卡尼尼的曲目涵蓋由53位作曲家所著的117齣歌劇劇目，以及175位作曲家（其中38位包含在前述作曲者中）所作的480首管弦樂作品。托斯卡尼尼以博聞強記聞名，傳說他能夠背譜演出上述所有的音樂，這點也得到法國指揮皮埃尔·蒙特的證實。:8

## 個人生活
其女儿万达·托斯卡尼尼是著名钢琴演奏家弗拉基米爾·霍羅威茨的妻子。
托斯卡尼尼是著名的反法西斯人士，1922年墨索里尼的法西斯政權鞏固之後，他多次拒絕演奏法西斯國歌《青年》，受到法西斯黨羽的責難和滋擾，行踪受到監視，護照更曾被沒收，促使他在1937年離開意大利。

## 軼事
- 即使個人的曲目量傲視同行，托斯卡尼尼對所演作品的取捨似乎僅憑喜好，經常因為反感而拒絕演出特定的作品。在他的演出和錄音紀錄中，不見柴可夫斯基的第4號、第5號交響曲，也沒有任何一首馬勒交響曲。[2]:10

## 外部連結
- 阿图罗·托斯卡尼尼在Allmusic上的頁面
- 阿图罗·托斯卡尼尼的Discogs页面（英文）
- 有关阿图罗·托斯卡尼尼在德国经济学中央图书馆（ZBW）20世纪新闻档案中的剪报。
- Harvey Sachs所著传记之附录的四份表格：按时间排序的所有演出列表，按作曲家排序的曲目列表，参考书目及注释（英文）
- 美国历史唱片目录（英语：Discography of American Historical Recordings）上的托斯卡尼尼录音（英文）
- YouTube上的阿圖羅·托斯卡尼尼頻道